# Trio Lepschi
Das Trio Lepschi wurde 2010 von den drei Wiener Musikern Stefan Slupetzky, Tomas Slupetzky und Martin Zrost gegründet. Gespielt werden Wienerlieder.

## Band
Der Name der Band leitet sich vom Wiener Dialektbegriff auf lepschi gehen (sich herumtreiben, vergnügen; tschechisch: lepší = besser) ab.
Die Band singt Wienerlieder und auch Schüttelreime im Dialekt. In den vor beißendem Witz strotzenden Liedtexten des schwarzen Humors werden gerne mit viel Sprachwitz ausgefallene oder veraltete Wörter verwendet.
Im Herbst 2016 wurde Michael Kunz anstelle von Tomas Slupetzky Mitglied der Band.

## Diskografie
- mit links, 2010
- z tod gfiacht, 2011
- Warz und Schweiß, 2013
- In Himmö, 2015
- Oleanda!, 2018